# Centrodora azizi
Centrodora azizi är en stekelart som beskrevs av Hayat 1973. Centrodora azizi ingår i släktet Centrodora och familjen växtlussteklar. Inga underarter finns listade.